# Fosse Chabaud-Latour (Condé-sur-l'Escaut)
Ne doit pas être confondu avec Fosse Chabaud-Latour (Denain).
Pour les articles homonymes, voir Chabaud-Latour.
La fosse Chabaud-Latour ou François de Chabaud-Latour de la Compagnie des mines d'Anzin est un ancien charbonnage du Bassin minier du Nord-Pas-de-Calais, situé à Condé-sur-l'Escaut. Les trois puits sont commencés le 5 juin 1873 et la fosse commence à extraire avec deux puits en 1875, le puits no 3 assurant l'aérage. Tous trois sont alignés sur un même axe. Les venues d'eau sont fortes, puisqu'en 1884, il faut exhaurer 900 m3 par jour. Avec la mise en service de la fosse Ledoux, la fosse Chabaud-Latour cesse peu à peu de remonter sa production à partir de 1904 au profit de celle-ci. L'extraction cesse définitivement en mars 1910. Le puits no 1 est serrementé et comblé en 1915 tandis que les puits nos 2 et 3 assurent le retour d'air. La fosse est détruite durant la Première Guerre mondiale, elle est ensuite reconstruite dans des proportions plus modestes, des cités étant bâties sur une partie du carreau de fosse, c'est ainsi que le puits no 1 se retrouve dans le jardin d'une maison.
La Compagnie des mines d'Anzin est nationalisée en 1946, et intègre le Groupe de Valenciennes. Les puits Chabaud-Latour nos 2 et 3 cesse d'aérer en 1972 et sont comblés l'année suivante.
Au début du XXIe siècle, Charbonnages de France matérialise les têtes des puits Chabaud-Latour nos 1, 2 et 3, et installe un exutoire de grisou sur le puits no 1. Les cités ont été rénovées, le carreau de fosse des puits nos 2 et 3 est un espace vert. La cité pavillonnaire Chabaud-Latour a été classée le 30 juin 2012 au patrimoine mondial de l'Unesco.

## La fosse

### Fonçage
La fosse Chabaud-Latour est la plus rapprochée de la frontière belge, elle est située à environ 1 800 mètres au nord-est du clocher de la ville de Condé-sur-l'Escaut, et à 800 mètres à l'est de la route de Condé à Bonsecours. Elle a été entreprise à partir du 5 juin 1873 par la Compagnie des mines d'Anzin qui s'est proposée d'en faire une fosse à grande production, c'est pourquoi elle y a creusé trois puits. La fosse est située sur un riche gisement de houille maigre. Des découvertes préhistoriques ont lieu durant le fonçage.
Les orifices des puits sont situés à l'altitude de 23 mètres. Le terrain houiller est atteint à la profondeur de 61, ou 64 mètres.
La fosse est nommée en l'honneur de François de Chabaud-Latour, général, baron, et président du conseil d'administration. Une fosse commencée en 1842 a porté son nom à Denain, mais les puits nos 57 et 58 ont été comblés en 1877,.

### Exploitation
La fosse commence à extraire en 1875 via ses puits nos 1 et 2, poussés à la profondeur de 200 mètres. L'aérage est assuré par le puits no 3, profond de 160 mètres. Le puits no 2 est situé à 28 mètres au nord-est du puits no 1, et le puits no 3 à 58 mètres dans la même direction. Les puits nos 2 et 3 sont distants de trente mètres. Les trois puits sont alignés. La production de la fosse est de 218 533 tonnes en 1883. L'exhaure est de 900 m3 l'année suivante, l'eau est très abondante dans cette partie du gisement.
La fosse cesse progressivement d'extraire à partir de 1904, la production remontant par la fosse Ledoux nouvellement mise en service dans la même commune à 1 345 mètres au sud-est. La fosse Chabaud-Latour cesse définitivement d'extraire en mars 1910, après avoir remonté 6 143 000 tonnes. Le puits Chabaud-Latour no 1, profond de 337 mètres, est serrementé et remblayé en 1915, tandis que les deux autres puits assurent le retour d'air pour la fosse Ledoux. La fosse Chabaud-Latour est détruite lors de la Première Guerre mondiale. Lors de la reconstruction, une cité empiète en grande partie sur le carreau de fosse, en dehors de l'espace des puits nos 2 et 3. Une maison est construite à proximité du puits no 1, et celui-ci se trouve dans son jardin.
La Compagnie des mines d'Anzin est nationalisée en 1946, et intègre le Groupe de Valenciennes. Les puits Chabaud-Latour nos 2 et 3 cessent d'aérer en 1972, et sont remblayés l'année suivante. Ils étaient alors respectivement profonds de 336 et 417 mètres.

### Reconversion
Au début du XXIe siècle, Charbonnages de France matérialise les têtes des puits Chabaud-Latour nos 1, 2 et 3, et installe un exutoire de grisou sur le puits no 1. Le BRGM y effectue des inspections chaque année. Il ne reste rien de la fosse.

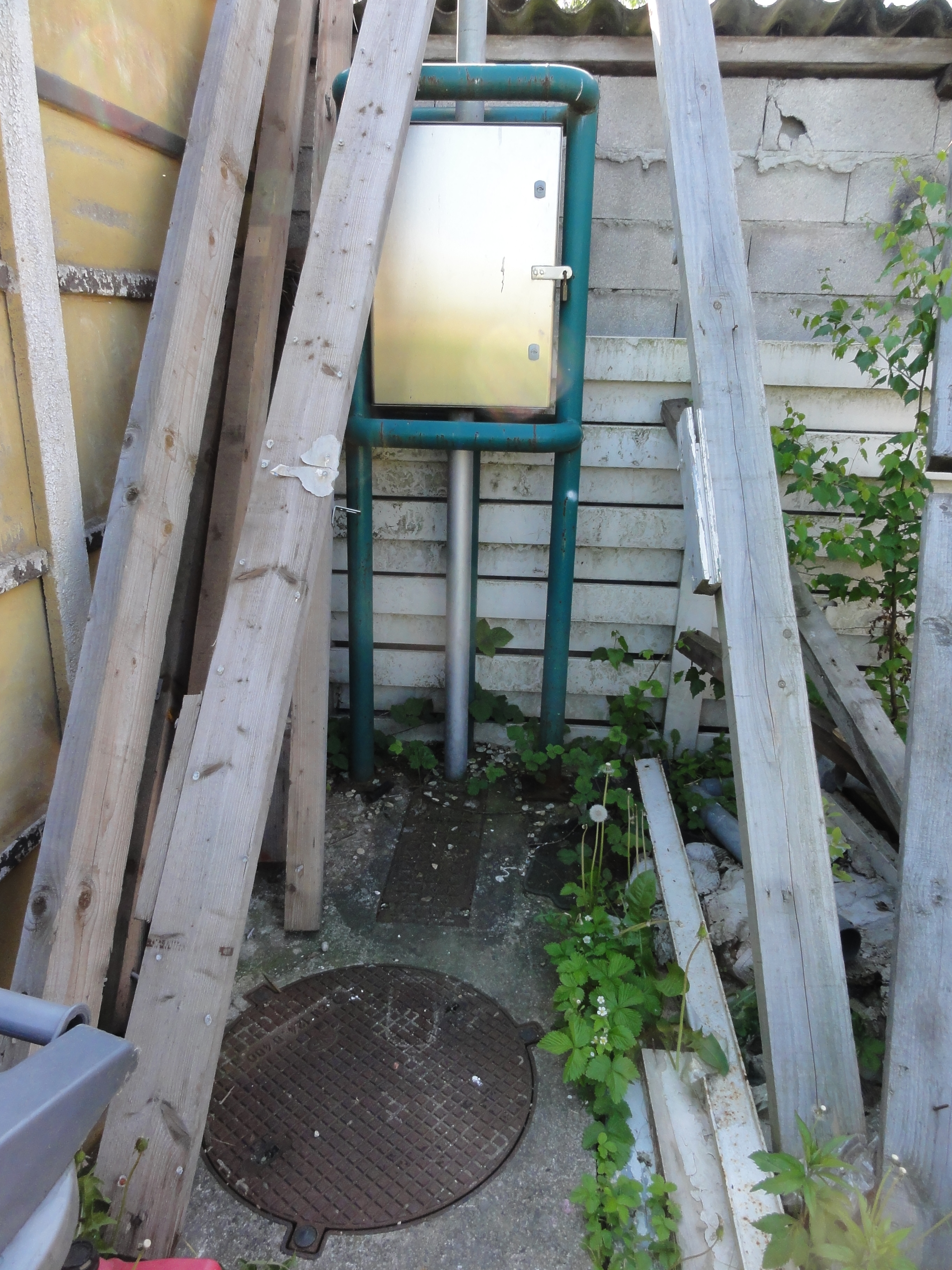
Le puits no 1 et son exutoire de grisou.
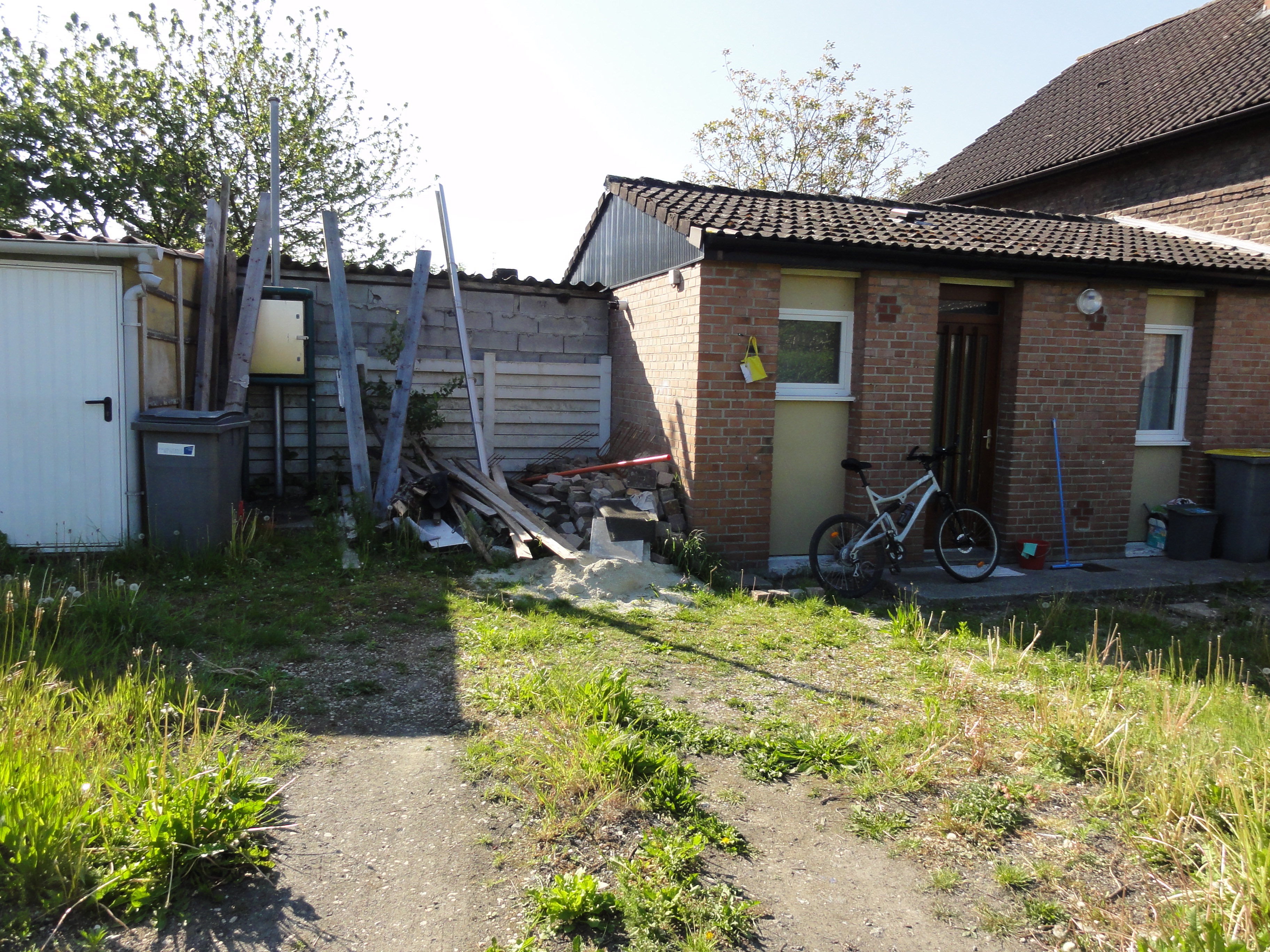
Le puits no 1 dans son environnement.
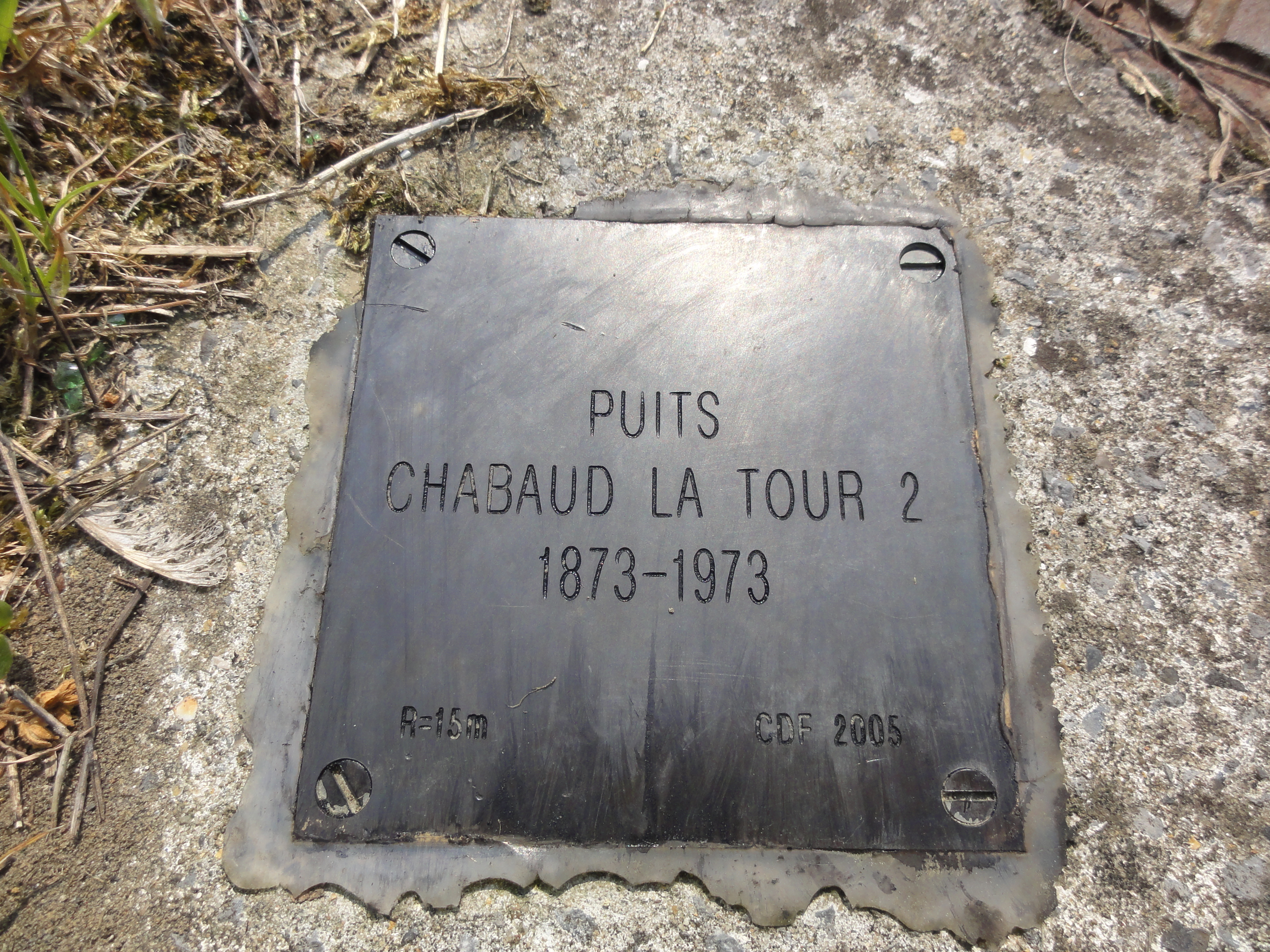
Puits Chabaud-Latour no 2, 1873-1973.
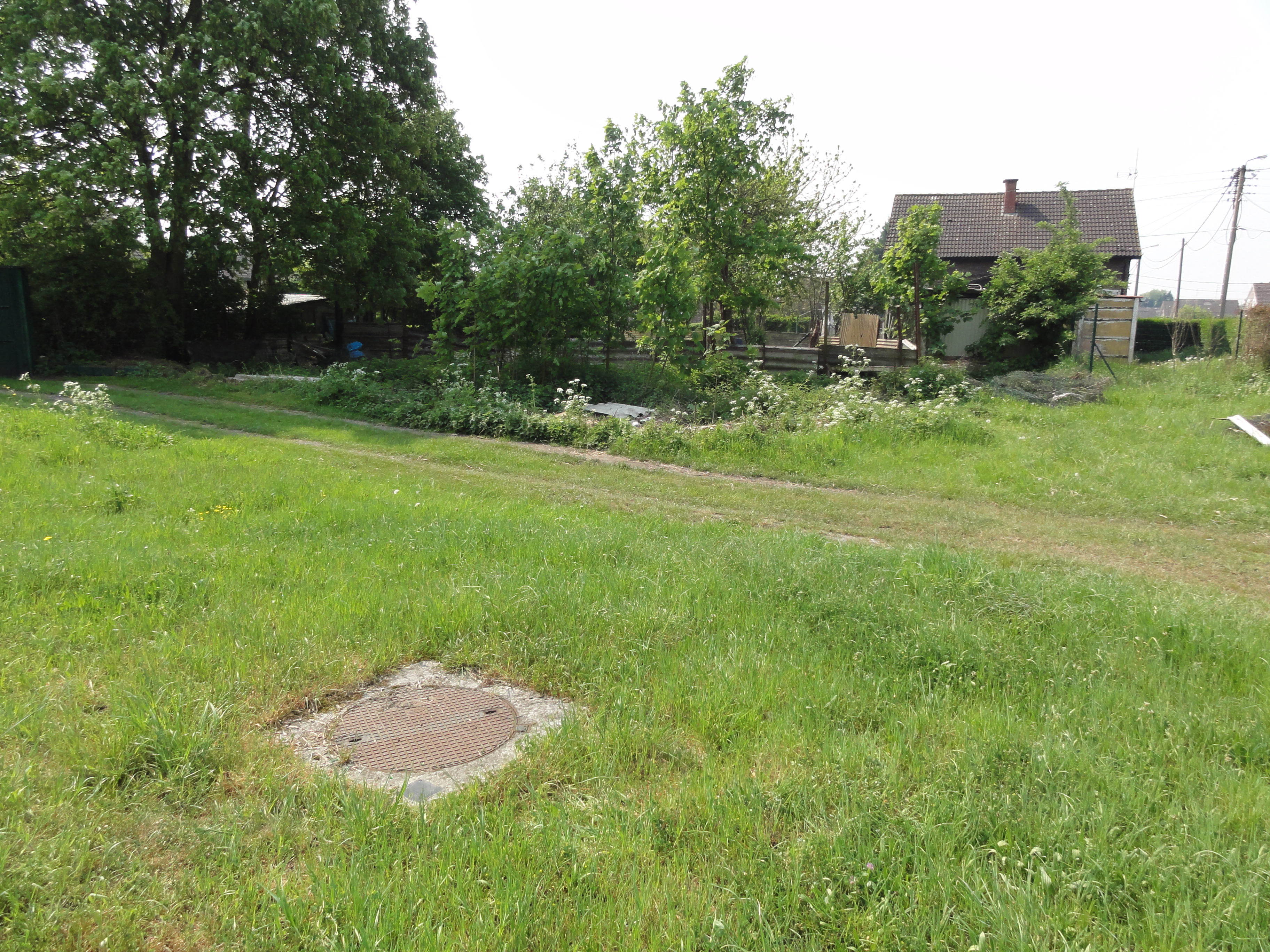
Le puits no 2 dans son environnement.
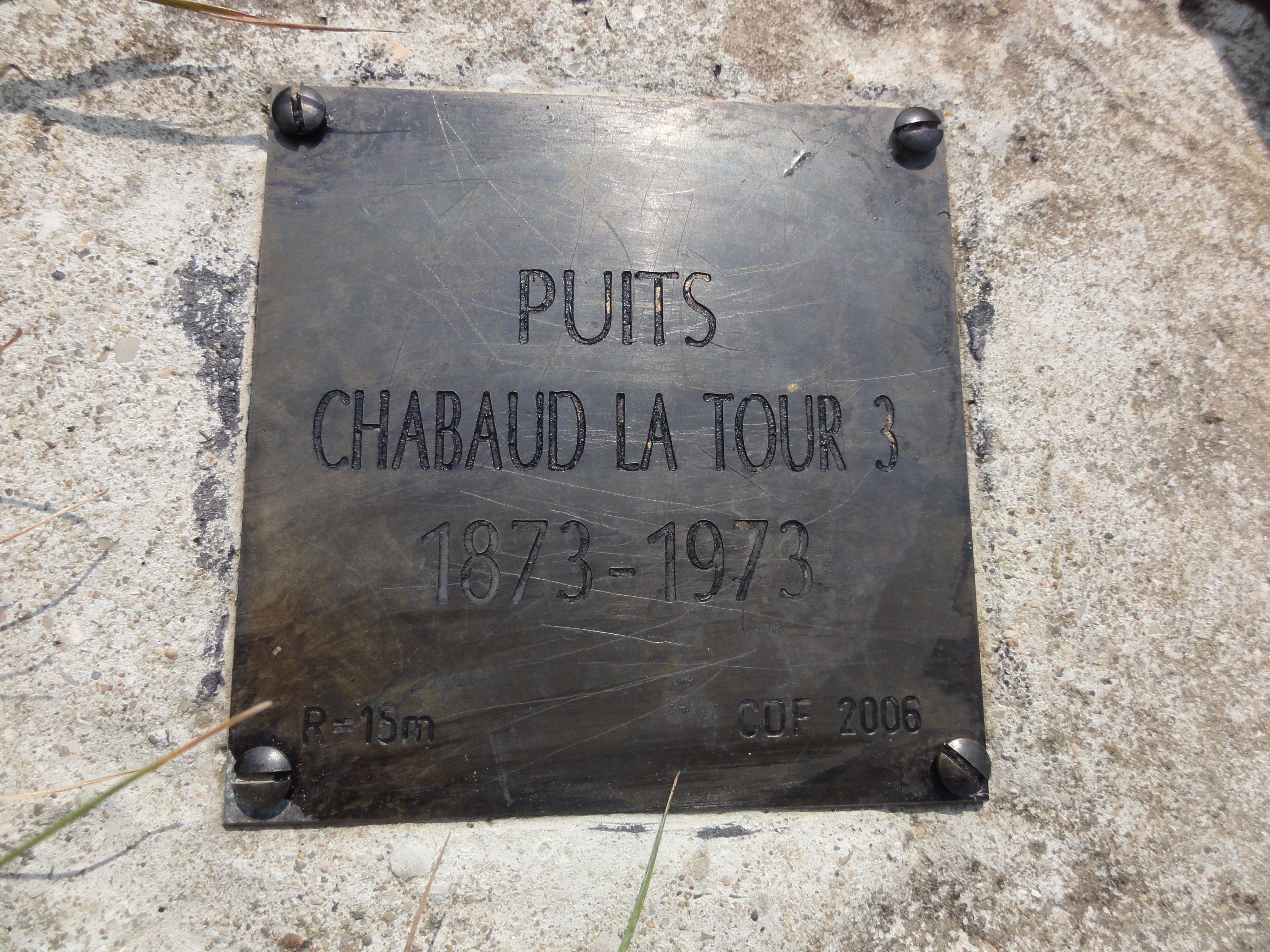
Puits Chabaud-Latour no 3, 1873-1973.
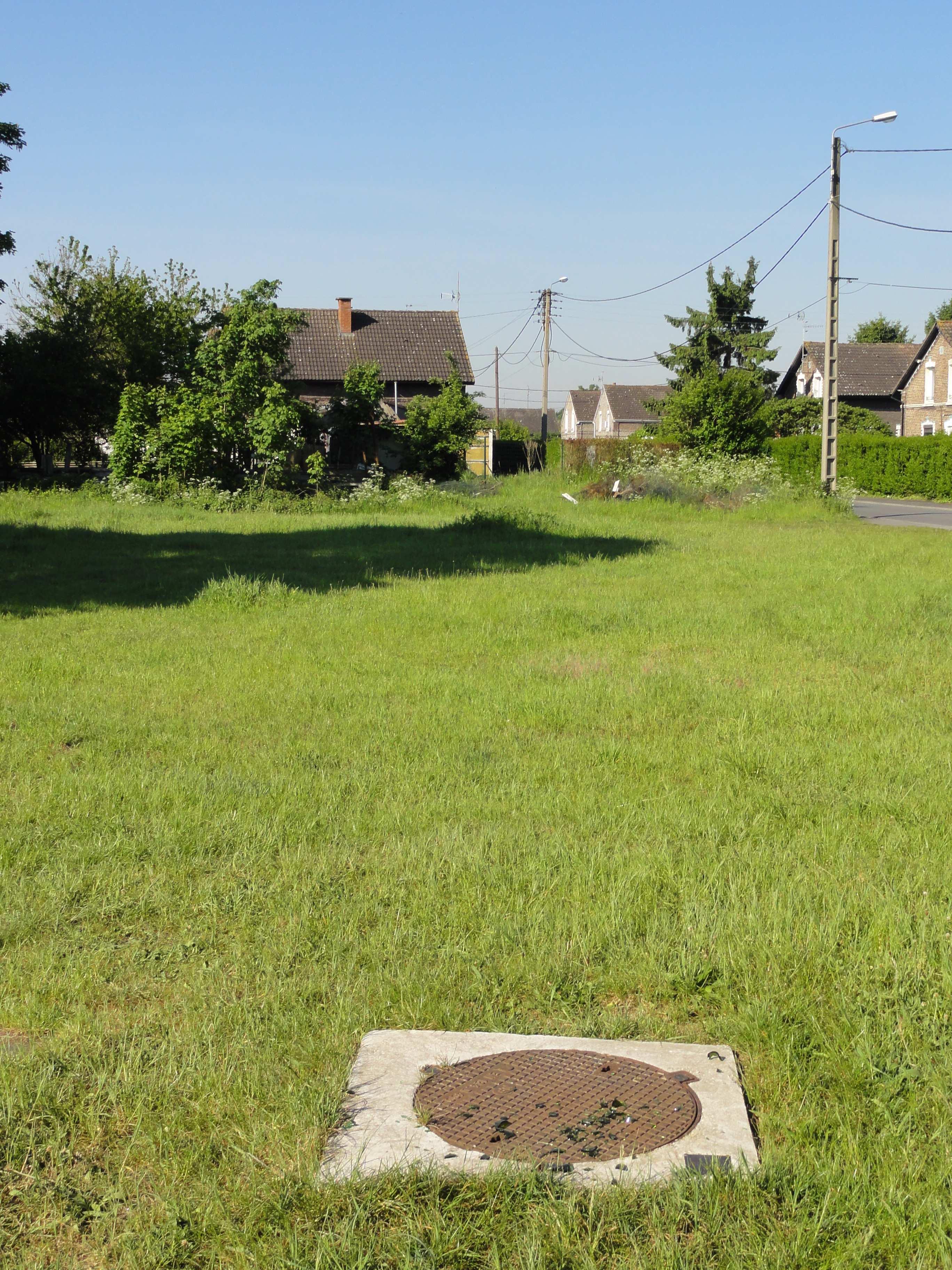
Le puits no 3 dans son environnement[note 4].

## Les cités
Des cités ont été bâties à proximité de la fosse, et en partie sur son carreau après la Première Guerre mondiale. La cité pavillonnaire Chabaud-Latour fait partie des 353 éléments répartis sur 109 sites qui ont été classés le 30 juin 2012 au patrimoine mondial de l'Unesco. Elle constitue une partie du site no 8.

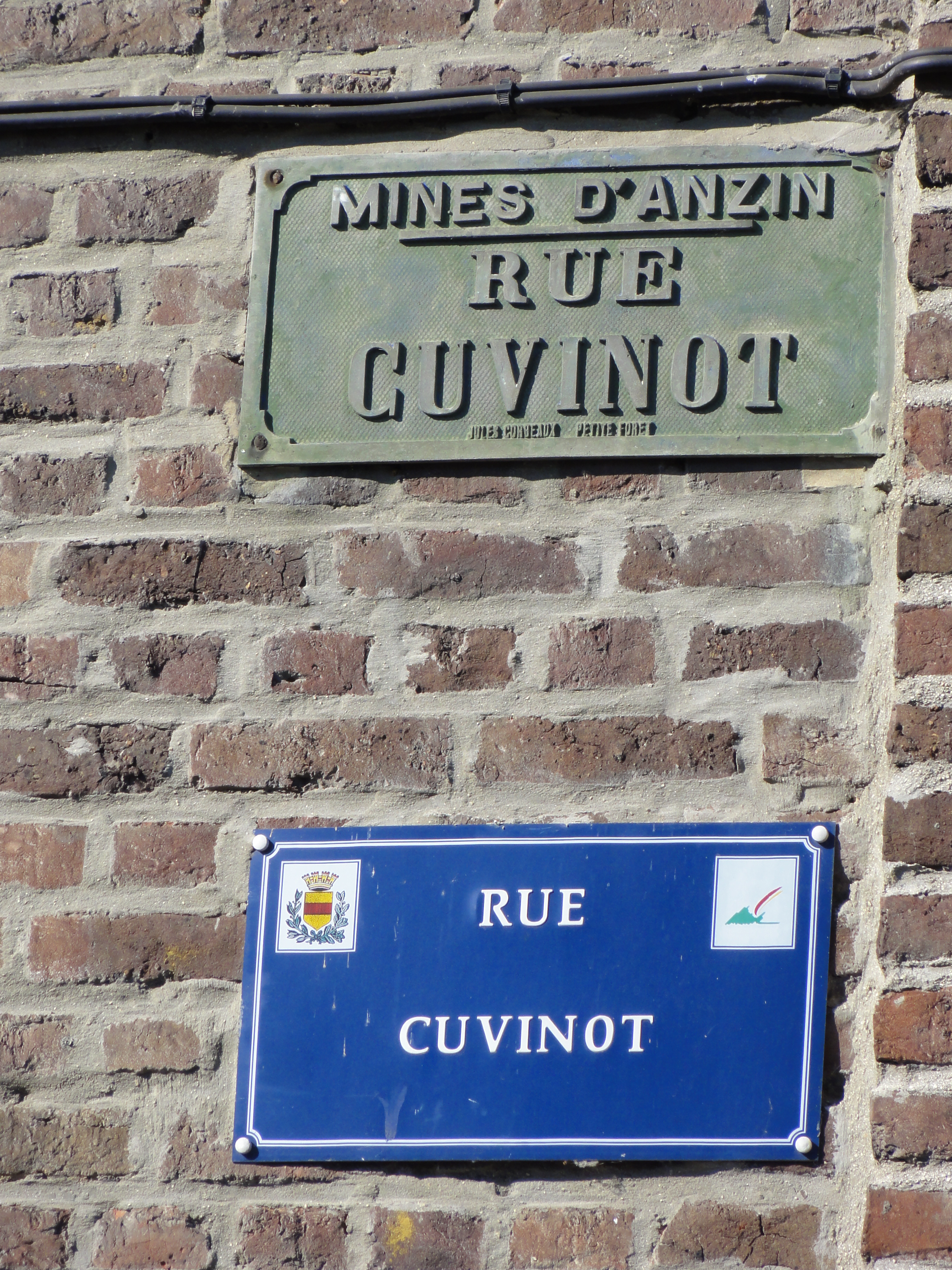
Plaques de rue apposées par la compagnie puis par la commune.
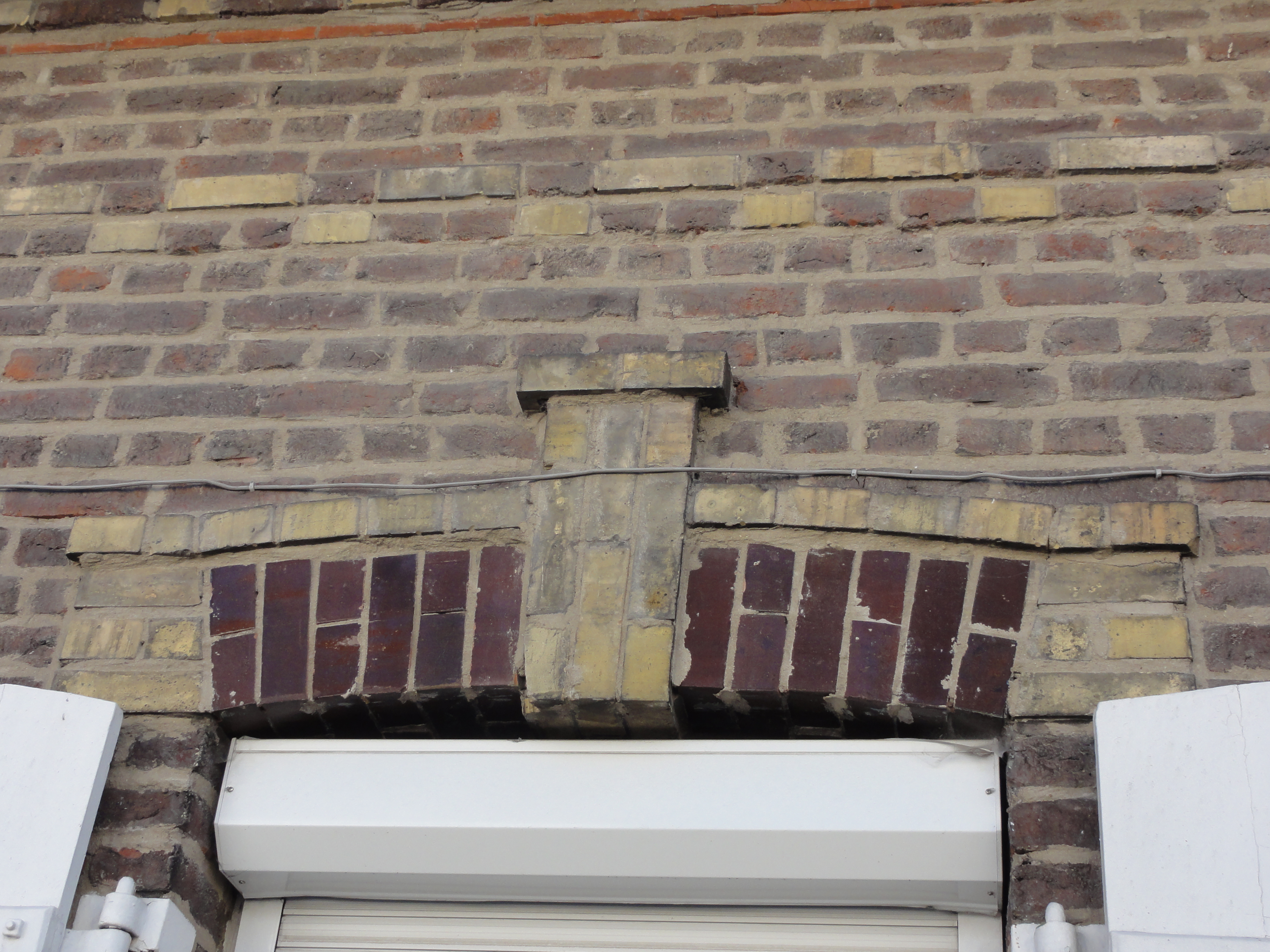
Détails d'une façade.
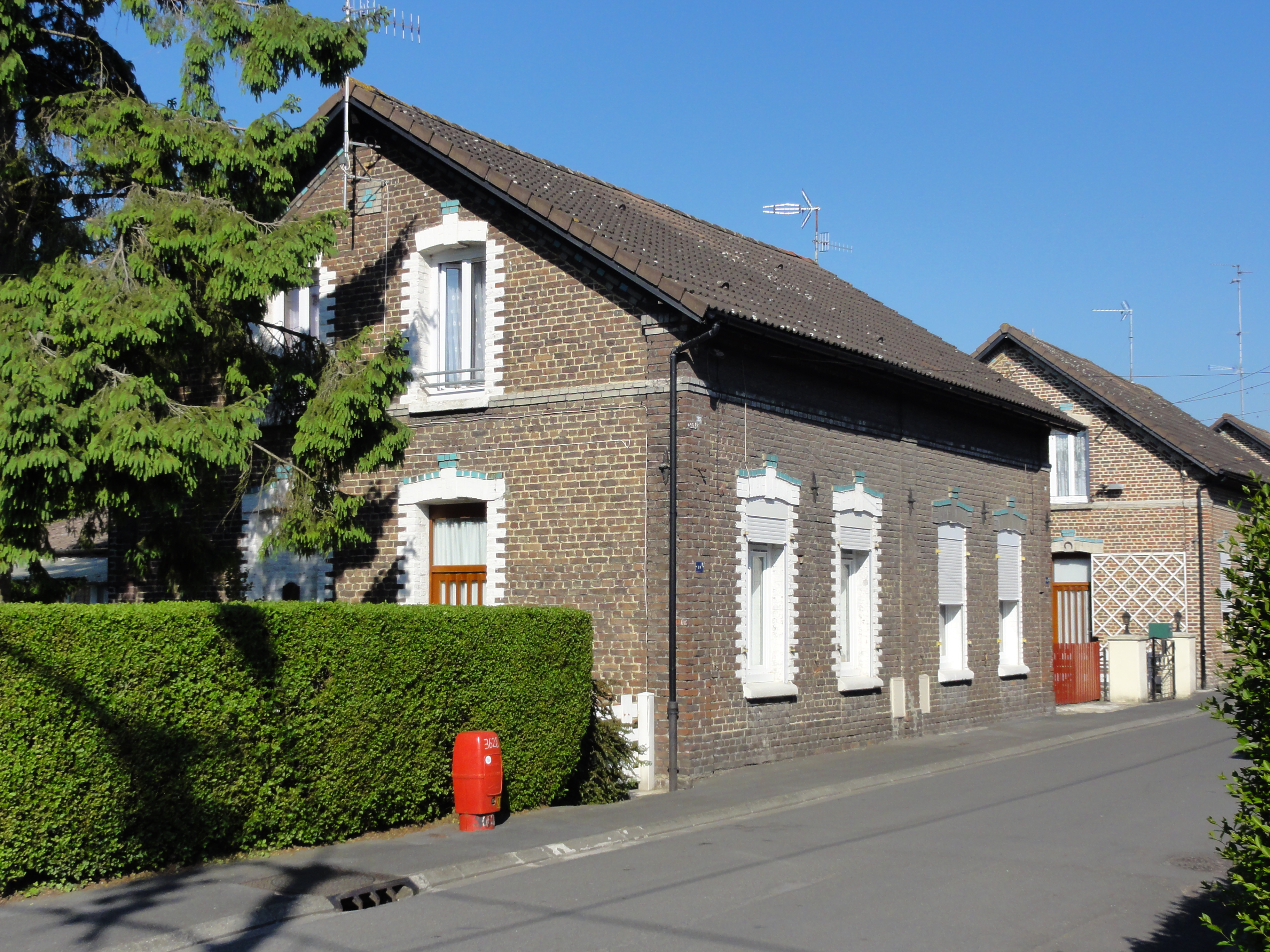
Des habitations groupées par deux.
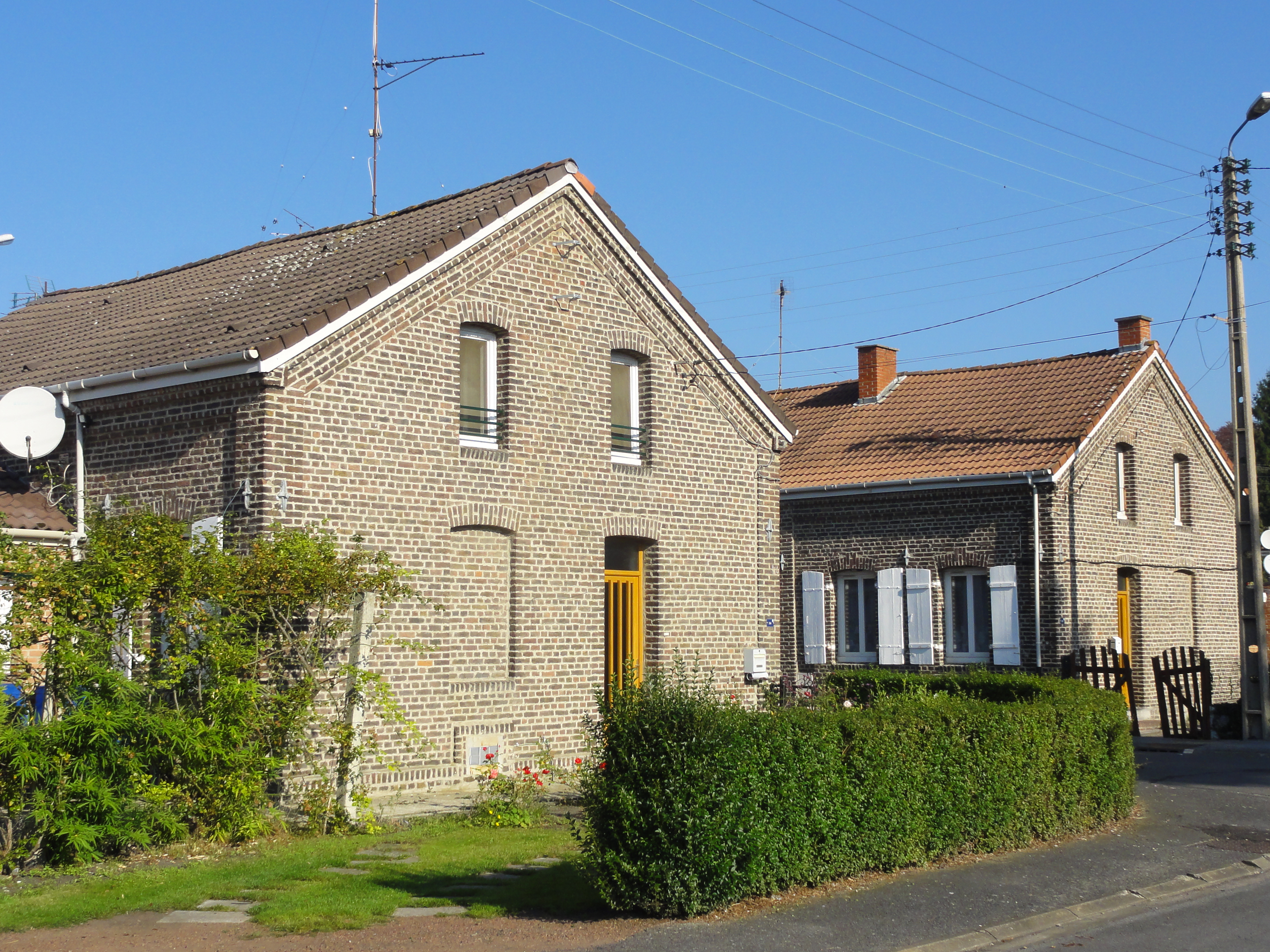
Des habitations groupées par deux.
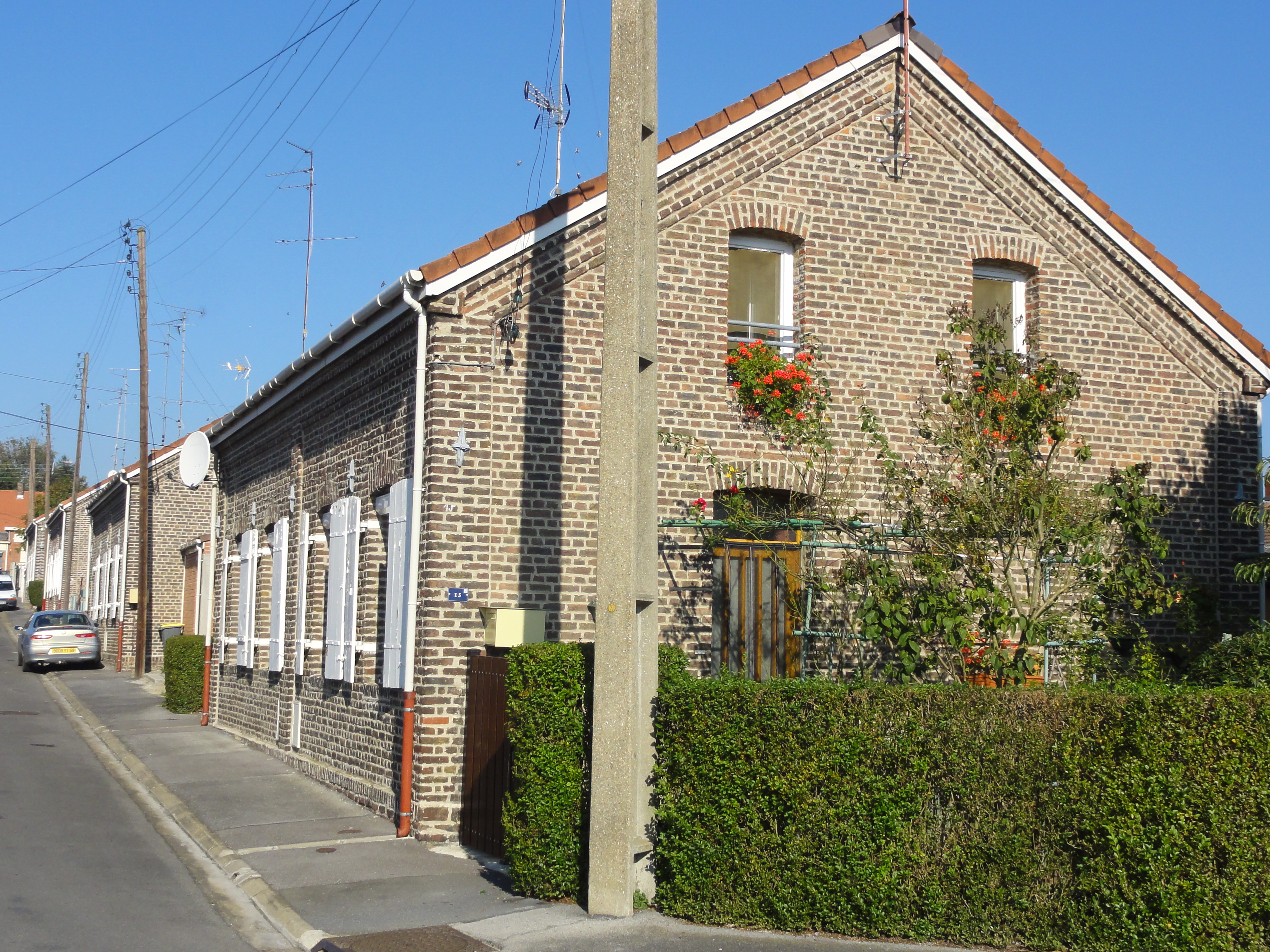
Des habitations groupées par deux.
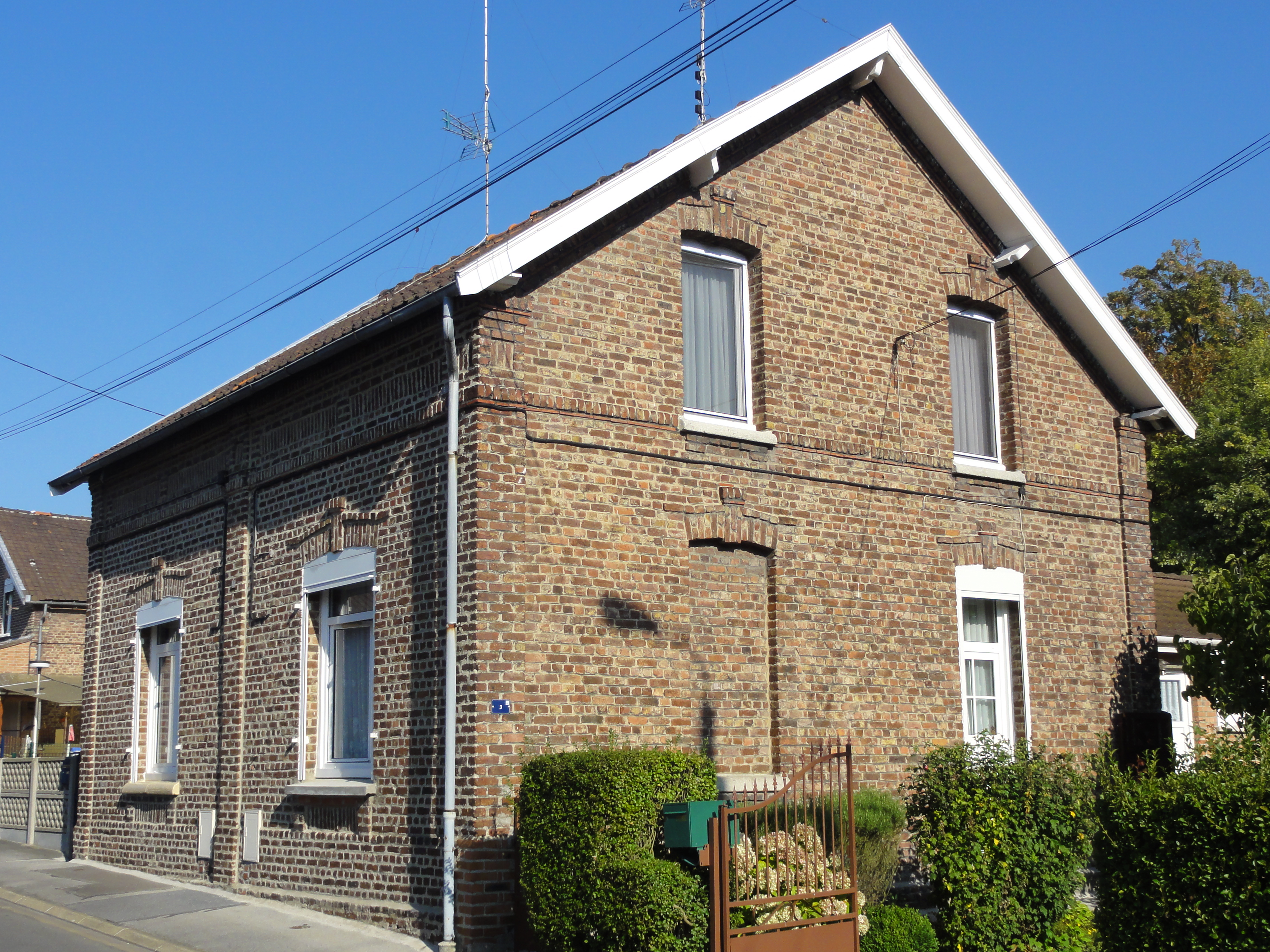
Des habitations groupées par deux.